# Mongoleneinfälle in Polen

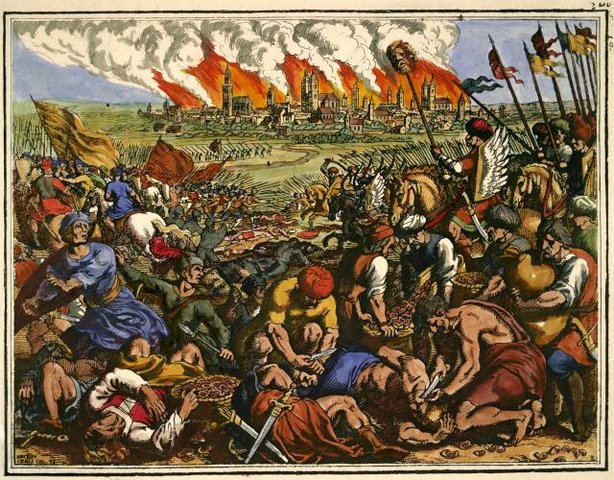
Schlacht bei Liegnitz (1241)

Als Mongoleneinfälle in Polen werden in der abendländischen Geschichtsschreibung drei Einfälle im 13. Jahrhundert der Mongolen (fälschlicherweise auch als Tataren, später auch als „Tataro-Mongolen“ bezeichnet) in Polen und die damit verbundenen Zerstörungen bezeichnet.

## Hintergrund
Die Mongolen siegten in der Schlacht an der Kalka und zerstörten später die Kiewer Rus. Batu Khan, Sohn des Dschötschi, eines Sohnes Dschingis Khans, fiel erneut in Osteuropa ein und gründete dort die Goldene Horde. Polen war ab 1138 in mehrere Herzogtümer geteilt, wobei der Herzog von Krakau als Seniorherzog den anderen Herzögen vorstand.

## Erster Mongoleneinfall 1241
Der Erste Mongoleneinfall in Polen fand 1241 statt. Zwei Armeen sollten aus der heutigen Ukraine kommend in Ungarn und Polen einfallen. Die Hauptstreitmacht der Mongolen fiel in Ungarn ein, ein kleineres Kontingent unter Baidar Khan griff Polen an. Ziel war insbesondere, polnische und böhmische Kräfte zu binden, so dass sie den Ungarn nicht zur Hilfe kommen konnten. Ab 1238 war Heinrich der Fromme von Schlesien Seniorherzog in Krakau. Er fiel in der Schlacht bei Liegnitz.

## Zweiter Mongoleneinfall 1259–1260
Der Zweite Mongoleneinfall in Polen fand 1259–1260 statt. Die Goldene Horde griff unter Boroldai griff Kleinpolen an. Die Stadt Sandomierz, die Hauptstadt des gleichnamigen Herzogtums wurde zerstört und die Bewohner ermordet. Sie zerstörten auch weitere Städte und Klöster, konnten jedoch den Wawel nicht erobern. Boleslaus der Schamhafte floh nach Ungarn.

## Dritter Mongoleneinfall 1287–1288
Der Dritte Mongoleneinfall in Polen fand 1287–1288 statt. Die Goldene Horde griff diesmal mit zwei Streitmächten an, einer im Norden und einer im Süden. Tulabugha führte die nördliche und Nogai Khan die südliche Armee an. Tulabughas Reiter ritten über Lublin und Sandomierz in das Heiligkreuzgebirge, wo sie in der Schlacht bei Łagów von Seniorherzog Leszek dem Scharzen geschlagen wurden. Nogai Khans Armee griff erfolglos Krakau und Podhale an und wurde in der Schlacht am Dunajec von den Goralen besiegt.